# Enrico Nicolini
Enrico Mario Nicolini (Genova, 16 gennaio 1955) è un allenatore di calcio, dirigente sportivo ed ex calciatore italiano, di ruolo centrocampista.

## Carriera

### Giocatore
Cresciuto nelle giovanili della Sampdoria, esordì in Serie A con la prima squadra nella stagione 1973-1974. Ha vestito poi le maglie del Catanzaro (nel 1977-1978 con cui ottenne una promozione dalla Serie B), del Napoli e dell'Ascoli in massima categoria. Chiuse la carriera in B con il Bologna e poi ancora col Catanzaro
In carriera ha collezionato complessivamente 237 presenze e 25 reti in Serie A e 155 presenze e 9 reti in Serie B.
I tifosi sampdoriani lo soprannominarono il Netzer di Quezzi paragonandolo al campione tedesco e ricordando il suo quartiere di origine.

### Dopo il ritiro
Da allenatore esordì con il Novara in C2, quindi andò al Vigor Lamezia per passare al Palermo in B nel 1993-1994 (esonerato) e allenare poi principalmente in Serie C; ha fatto parte dello staff di Carlo Mazzone al Brescia e recentemente è stato osservatore per il Bologna.
Dal 14 novembre del 2009 ha collaborato come secondo allenatore del CFR Cluj, in Romania, con Andrea Mandorlini, conquistando il titolo di Campioni di Romania battendo l'Arges per 2-1 e la Coppa Rumena contro il Vaslui.
L'8 gennaio 2013 viene scelto come nuovo allenatore del Bogliasco, squadra della riviera genovese militante in Serie D. A fine stagione, nonostante la salvezza raggiunta, non viene confermato e viene sostituito da Marco Sesia.
Il 9 luglio 2013 entra a far parte dello staff tecnico del Verona, alle dipendenze di Andrea Mandorlini col quale aveva già collaborato in passato. Arrivati in Serie A, il 30 novembre 2015 Mandorlini viene esonerato con il suo staff. Tifoso della Sampdoria, nel febbraio 2017 rifiuta il ruolo di vice di Mandorlini al Genoa. La stagione seguente è opinionista delle partite delle squadre Primavera su Sportitalia. Il 24 aprile 2018 segue Mandorlini alla Cremonese in B come collaboratore tecnico, fino all'esonero del 4 novembre nella stagione successiva. Non avendo seguito Mandorlini a Padova, nel settembre del 2020 riparte come opinionista di Primocanale. Successivamente passa a Telenord.
Il 17 agosto 2021 viene ufficializzato il suo ritorno alla Sampdoria dopo 45 anni nel ruolo di allenatore della selezione Under-16. Il 5 novembre seguente annuncia di lasciare la squadra per andare a collaborare con Giovanni Invernizzi, responsabile del settore giovanile blucerchiato.
È inoltre docente presso la facoltà di Scienze Motorie dell'Università di Genova. 
Ha una figlia di nome Jessica, già giornalista di Telenord e che dal 2015 al 2024 ha lavorato a stretto contatto con il Presidente della Regione Liguria Giovanni Toti, fino al 2019 come capo ufficio stampa e poi come portavoce nonché coordinatrice delle politiche culturali  per poi diventare coordinatrice provinciale della Lista Toti e prima dei non eletti alle regionali del 2024 tra le file di Vince Liguria. Successivamente la Nicolini torna a lavorare per Toti nella sua nuova agenzia di comunicazione.

## Statistiche Carriera
| Stagione        | Squadra              | Campionato      | Campionato | Campionato | Campionato | Campionato | Coppe nazionali | Coppe nazionali | Coppe nazionali | Coppe nazionali | Coppe nazionali | Coppe continentali | Coppe continentali | Coppe continentali | Coppe continentali | Coppe continentali | Altre coppe | Altre coppe | Altre coppe | Altre coppe | Altre coppe | Totale | Totale | Totale | Totale | % Vittorie |
| Stagione        | Squadra              | Comp            | G          | V          | N          | P          | Comp            | G               | V               | N               | P               | Comp               | G                  | V                  | N                  | P                  | Comp        | G           | V           | N           | P           | G      | V      | N      | P      | %          |
| --------------- | -------------------- | --------------- | ---------- | ---------- | ---------- | ---------- | --------------- | --------------- | --------------- | --------------- | --------------- | ------------------ | ------------------ | ------------------ | ------------------ | ------------------ | ----------- | ----------- | ----------- | ----------- | ----------- | ------ | ------ | ------ | ------ | ---------- |
| 1990-1991       | Novara               | C2              | 34         | 10         | 15         | 9          | CI-C            | 6               | 2               | 3               | 1               | -                  | -                  | -                  | -                  | -                  | -           | -           | -           | -           | -           | 40     | 12     | 18     | 10     | 30,00      |
| 1991-1992       | Novara               | C2              | 38         | 13         | 11         | 14         | CI-C            | 4               | 2               | 0               | 2               | -                  | -                  | -                  | -                  | -                  | -           | -           | -           | -           | -           | 42     | 15     | 11     | 16     | 35,71      |
| Totale Novara   | Totale Novara        | Totale Novara   | 72         | 23         | 26         | 23         |                 | 10              | 4               | 3               | 3               |                    | -                  | -                  | -                  | -                  |             | -           | -           | -           | -           | 82     | 27     | 29     | 26     | 32,93      |
| 1992-1993       | Vigor Lamezia        | C2              | 34         | 11         | 12         | 11         | CI-C            | 2               | 0               | 0               | 2               | -                  | -                  | -                  | -                  | -                  | -           | -           | -           | -           | -           | 36     | 11     | 12     | 13     | 30,56      |
| ago.-set. 1993  | Palermo              | B               | 3          | 0          | 0          | 3          | CI              | 1               | 1               | 0               | 0               | -                  | -                  | -                  | -                  | -                  | -           | -           | -           | -           | -           | 4      | 1      | 0      | 3      | 25,00      |
| 1994-1995       | Catanzaro            | C2              | 29         | 9          | 13         | 7          | -               | -               | -               | -               | -               | -                  | -                  | -                  | -                  | -                  | -           | -           | -           | -           | -           | 29     | 9      | 13     | 7      | 31,03      |
| 1995-1996       | Ascoli               | C1              | 34+3       | 14+1       | 13+2       | 7          | CI+CI-C         | 2+2             | 0+0             | 1+1             | 1+1             | -                  | -                  | -                  | -                  | -                  | -           | -           | -           | -           | -           | 41     | 15     | 17     | 9      | 36,59      |
| 1996-1997       | Ascoli               | C1              | 20         | 6          | 8          | 6          | CI              | 1               | 0               | 0               | 1               | -                  | -                  | -                  | -                  | -                  | -           | -           | -           | -           | -           | 21     | 6      | 8      | 7      | 28,57      |
| Totale Ascoli   | Totale Ascoli        | Totale Ascoli   | 54+3       | 20+1       | 21+2       | 13         |                 | 5               | 0               | 2               | 3               |                    | -                  | -                  | -                  | -                  |             | -           | -           | -           | -           | 62     | 21     | 25     | 16     | 33,87      |
| ago.-dic. 1997  | Siena                | C1              | 15         | 3          | 6          | 6          | CI-C            | 4               | 1               | 2               | 1               | -                  | -                  | -                  | -                  | -                  | -           | -           | -           | -           | -           | 19     | 4      | 8      | 7      | 21,05      |
| 1998-1999       | Gualdo               | C1              | 29         | 9          | 11         | 9          | CI+CI-C         | 4+10            | 1+4             | 2+4             | 1+2             | -                  | -                  | -                  | -                  | -                  | -           | -           | -           | -           | -           | 43     | 14     | 17     | 12     | 32,56      |
| ago.-ott. 1999  | Gualdo               | C1              | 6          | 1          | 3          | 2          | CI              | 6               | 0               | 1               | 5               | -                  | -                  | -                  | -                  | -                  | -           | -           | -           | -           | -           | 12     | 1      | 4      | 7      | &8,33      |
| Totale Gualdo   | Totale Gualdo        | Totale Gualdo   | 35         | 10         | 14         | 11         |                 | 20              | 5               | 7               | 8               |                    | -                  | -                  | -                  | -                  |             | -           | -           | -           | -           | 55     | 15     | 21     | 19     | 27,27      |
| feb. 2002       | Sambenedettese       | C2              | 2          | 0          | 1          | 1          | -               | -               | -               | -               | -               | -                  | -                  | -                  | -                  | -                  | -           | -           | -           | -           | -           | 2      | 0      | 1      | 1      | &0,00      |
| ago.-ott. 2005  | Alessandria          | D               | 5          | 1          | 3          | 1          | CI-D            | 2               | 0               | 0               | 2               | -                  | -                  | -                  | -                  | -                  | -           | -           | -           | -           | -           | 7      | 1      | 3      | 3      | 14,29      |
| gen.-mag. 2013  | Bogliasco D'Albertis | D               | 16         | 6          | 4          | 6          | -               | -               | -               | -               | -               | -                  | -                  | -                  | -                  | -                  | -           | -           | -           | -           | -           | 16     | 6      | 4      | 6      | 37,50      |
| Totale carriera | Totale carriera      | Totale carriera | 265+3      | 83+1       | 100+2      | 82         |                 | 44              | 11              | 14              | 19              |                    | -                  | -                  | -                  | -                  |             | -           | -           | -           | -           | 312    | 95     | 116    | 101    | 30,45      |